# Neville Oxford
Neville Oxford (Kingston, 18 novembre 1948) è un ex calciatore giamaicano di ruolo attaccante.

## Biografia
Oxford è lo zio di Reece Oxford, anch'egli calciatore, figlio del fratello Karl.

## Carriera

### Club
Formatosi nel Kingston College, di cui era anche capitano della selezione del cricket, che in quei anni poteva vantare quella che sarebbe stata considerata la squadra di calcio più forte a livello scolastico di tutta la storia della Giamaica, Oxford giocò in patria con il Cavalier.
Nell'estate 1967 si trasferisce negli Stati Uniti d'America per divenire giocatore del New York Generals. Con i Generals ottiene il terzo posto dell'Eastern Division della NPSL. L'anno seguente, la prima della lega nordamericana NASL, ottiene con il suo club il terzo posto della Atlantic Division.
Chiusa l'esperienza statunitense torna a giocare in patria per il Cavalier.

### Nazionale
Oxford vestì la maglia della nazionale di calcio della Giamaica nel 1967, segnando una rete nelle qualificazioni al Campionato CONCACAF 1967 contro le Antille Olandesi.

## Statistiche

### Cronologia presenze e reti in nazionale[4]
| Cronologia completa delle presenze e delle reti in nazionale ― Giamaica | Cronologia completa delle presenze e delle reti in nazionale ― Giamaica | Cronologia completa delle presenze e delle reti in nazionale ― Giamaica | Cronologia completa delle presenze e delle reti in nazionale ― Giamaica | Cronologia completa delle presenze e delle reti in nazionale ― Giamaica | Cronologia completa delle presenze e delle reti in nazionale ― Giamaica | Cronologia completa delle presenze e delle reti in nazionale ― Giamaica | Cronologia completa delle presenze e delle reti in nazionale ― Giamaica |
| Data                                                                    | Città                                                                   | In casa                                                                 | Risultato                                                               | Ospiti                                                                  | Competizione                                                            | Reti                                                                    | Note                                                                    |
| ----------------------------------------------------------------------- | ----------------------------------------------------------------------- | ----------------------------------------------------------------------- | ----------------------------------------------------------------------- | ----------------------------------------------------------------------- | ----------------------------------------------------------------------- | ----------------------------------------------------------------------- | ----------------------------------------------------------------------- |
| 11-01-1967                                                              | Kingston                                                                | Giamaica                                                                | 1 – 1                                                                   | Antille Olandesi                                                        | Qual. Campionato CONCACAF 1967                                          | 1                                                                       |                                                                         |
| Totale                                                                  |                                                                         | Presenze                                                                | 1                                                                       |                                                                         | Reti                                                                    | 1                                                                       |                                                                         |